# Clathria transiens
Clathria transiens är en svampdjursart som beskrevs av Hallmann 1912. Clathria transiens ingår i släktet Clathria och familjen Microcionidae. Inga underarter finns listade i Catalogue of Life.